# Liste der Stolpersteine in Willebadessen
Die Liste der Stolpersteine in Willebadessen enthält die Stolpersteine, die von Gunter Demnig in seinem Kunst-Projekt Stolpersteine im Stadtgebiet von Willebadessen verlegt wurden. Mit ihnen soll der Menschen gedacht werden, die in Willebadessen lebten und während des Nationalsozialismus vertrieben und ermordet wurden.
| Bild | Person, Inschrift                                                                                    | Adresse            | Ortsteil    | Verlege- datum | weitere Informationen                         |
| ---- | --- | ------------------ | ----------- | -------------- | --------------------------------------------- |
|      | Hier wohnte Mina Löwenstein geb. Eichholz Jg. 1862 deportiert 1942 Theresienstadt ermordet 7.10.1942 | St. Georgstr. 13 · | Altenheerse | 29. Okt. 2023  | geboren am 14. Februar 1862 in Niederelsungen |
|      | Hier wohnte Julius Löwenstein Jg. 1863 deportiert 1942 Theresienstadt ermordet 15.3.1943             | St. Georgstr. 13 · | Altenheerse | 29. Okt. 2023  | geboren am 14. Juni 1863 in Altenheerse       |